# Scott Moore (rugby à XIII)
Pour les articles homonymes, voir Scott Moore et Moore.

a Compétitions nationales et continentales officielles uniquement.

b Matchs officiels uniquement.
Scott Moore, né le 23 janvier 1988 à Saint Helens (Merseyside), est un joueur de rugby à XIII anglais évoluant au poste de talonneur dans les années 2000. Il a été sélectionné en sélection anglaise au Tournoi des Quatre Nations 2009. En club, il a commencé sa carrière aux Bradford Bulls avant de la poursuivre aux Castleford Tigers et Huddersfield Giants.